# Polyscytalum gracilisporum
Polyscytalum gracilisporum är en svampart som först beskrevs av Matsush., och fick sitt nu gällande namn av B. Sutton & Hodges 1977. Polyscytalum gracilisporum ingår i släktet Polyscytalum, divisionen sporsäcksvampar och riket svampar.   Inga underarter finns listade i Catalogue of Life.